# 松岡 (企業)
株式会社松岡（まつおか）は、水産物や水産加工品に関する事業を行う日本の企業。

## 概要
韓国出身の松岡重雄により、1950年に対韓国貿易を行う「株式会社松岡商店」として福岡県北九州市門司区に創業。1973年に商号を現在のものである「株式会社松岡」に改める。現在は水産物・水産加工品などの輸入・企画・製造・販売に加え物流業や倉庫の賃貸を行っているほか、関連会社のサンライズファーム株式会社では海産物の養殖を手がけている。

## 沿革
出典：
- 1950年（昭和25年） - 2月、松岡重雄が福岡県門司市（現福岡県北九州市門司区）に対韓国貿易を行う株式会社松岡商店を創業。
- 1973年（昭和48年） 
  - 2月、株式会社松岡に商号変更。
  - 11月、山口県下関市東大和町に冷蔵庫を竣工。以後各地に冷蔵庫を竣工する。
- 1977年（昭和52年） - 門司市より本社を移転し5月、下関市東大和町に新本社を竣工。
- 1996年（平成8年） 
  - 1月、各地の冷蔵庫を「物流センター」に改称。
  - 3月、創業者で社長の松岡重雄が死去[3]。これに伴い、専務であった長男の松岡隆雄が社長に就任した[4]。
- 1998年（平成10年）- 海外拠点となるミャンマーサンライズ社をミャンマーに設立。
- 1999年（平成11年） - 株式会社サンライズファームを設立。養殖事業を行う。
- 2005年（平成17年） - 株式会社サンライズファームを吸収合併。
- 2013年（平成25年） - 大連商莱仕貿易有限公司を中華人民共和国に設立。

## 関連会社
- 松岡シーフーズ株式会社（山口県下関市東大和町2-14-20）[5]
- サンライズファーム株式会社[5]
  - すくも加工場（高知県宿毛市新港77-7）
  - 養殖場（高知県幡多郡大月町橘浦459-17）
- サンフィールアグリ株式会社（宮崎県西都市大字南方2802-2）[5]
- 株式会社ライフハウス（山口県下関市大学町5-5-13）[6]
  - フィットネスクラブチェーン「エニタイムフィットネス」のフランチャイズ展開の事業を手がける[7]ほか、日本中央競馬会（JRA）に登録する法人馬主でもある。

## 競馬とのかかわり
先代の松岡重雄、現代表の松岡隆雄はともに日本中央競馬会（JRA）に登録する馬主である。かつては松岡の会社名義で馬主登録（勝負服の柄は紫、白星散、白袖紫星散）していたが、現在は松岡名義から引き継いだ隆雄の個人名義のほか、先述の関連会社・ライフハウスも馬主登録を行っている（こちらの勝負服の柄は紫、白星散、白袖紫一本輪）。冠名にはいずれも「サンライズ」を用いる。

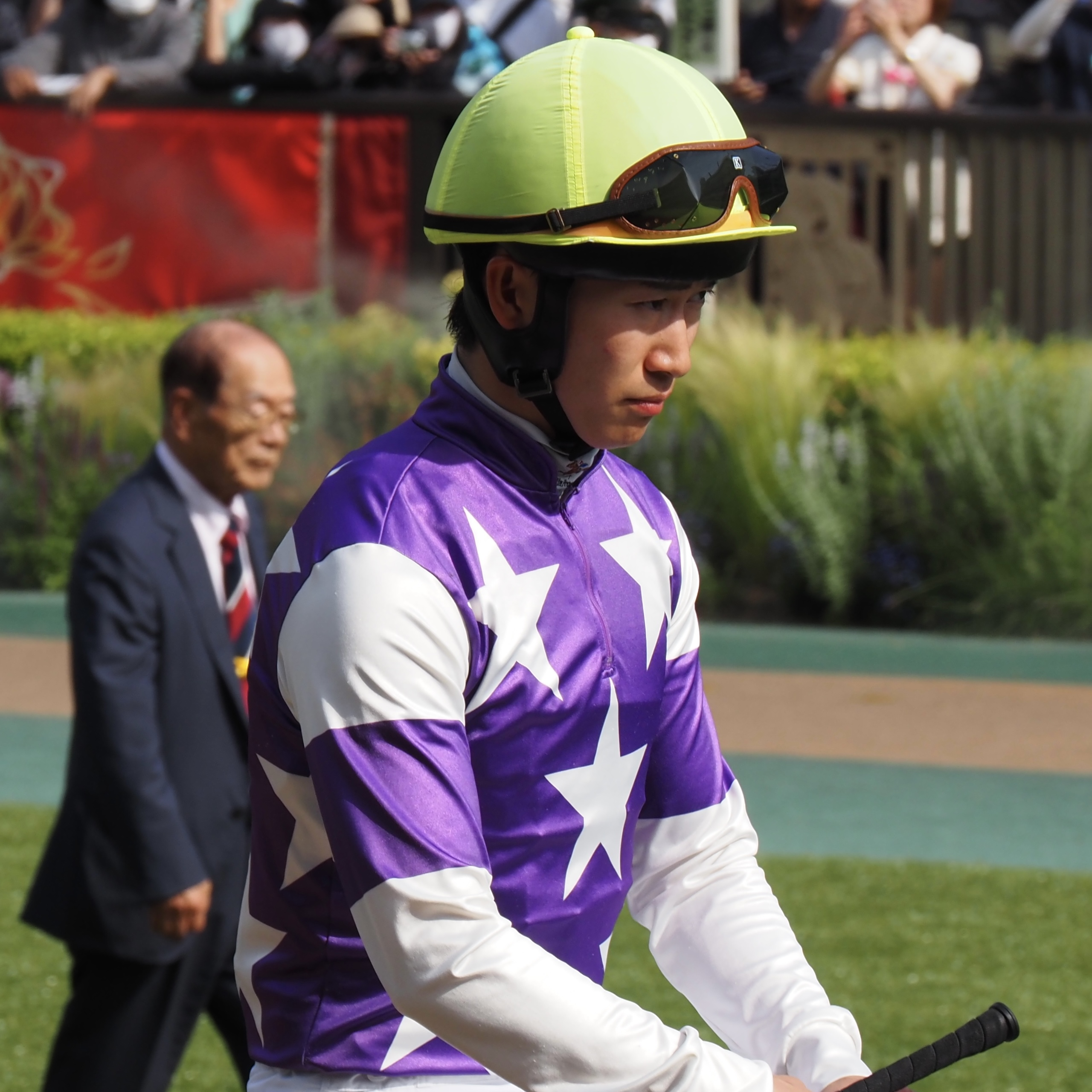
ライフハウスの勝負服を着用した菅原明良

### 主な所有馬
松岡隆雄名義の所有馬については、松岡隆雄#主な所有馬を参照。
株式会社松岡
- サンライズフラッグ（1998年鳴尾記念）
- サンライズアトラス（1999年京成杯オータムハンデキャップ）
- サンライズペガサス（2002年産経大阪杯、後に個人名義に変更）
- サンライズジェガー（2002年アルゼンチン共和国杯、後に個人名義に変更）

株式会社ライフハウス
- サンライズホーク（2023年サマーチャンピオン、兵庫ゴールドトロフィー、2024年かきつばた記念）
- サンライズジパング（2024年不来方賞、みやこステークス、2025年名古屋グランプリ）
- サンライズアース（2025年阪神大賞典）
- サンライズアムール（2025年クラスターカップ）